# Offertorium
Offertorium (inaczej Ofiarowanie) – część mszy świętej. W nadzwyczajnej formie rytu rzymskiego następuje po Credo (wyznaniu wiary). W nowym rycie mszy świętej (po roku 1969) zostaje zastąpione Przygotowaniem darów.

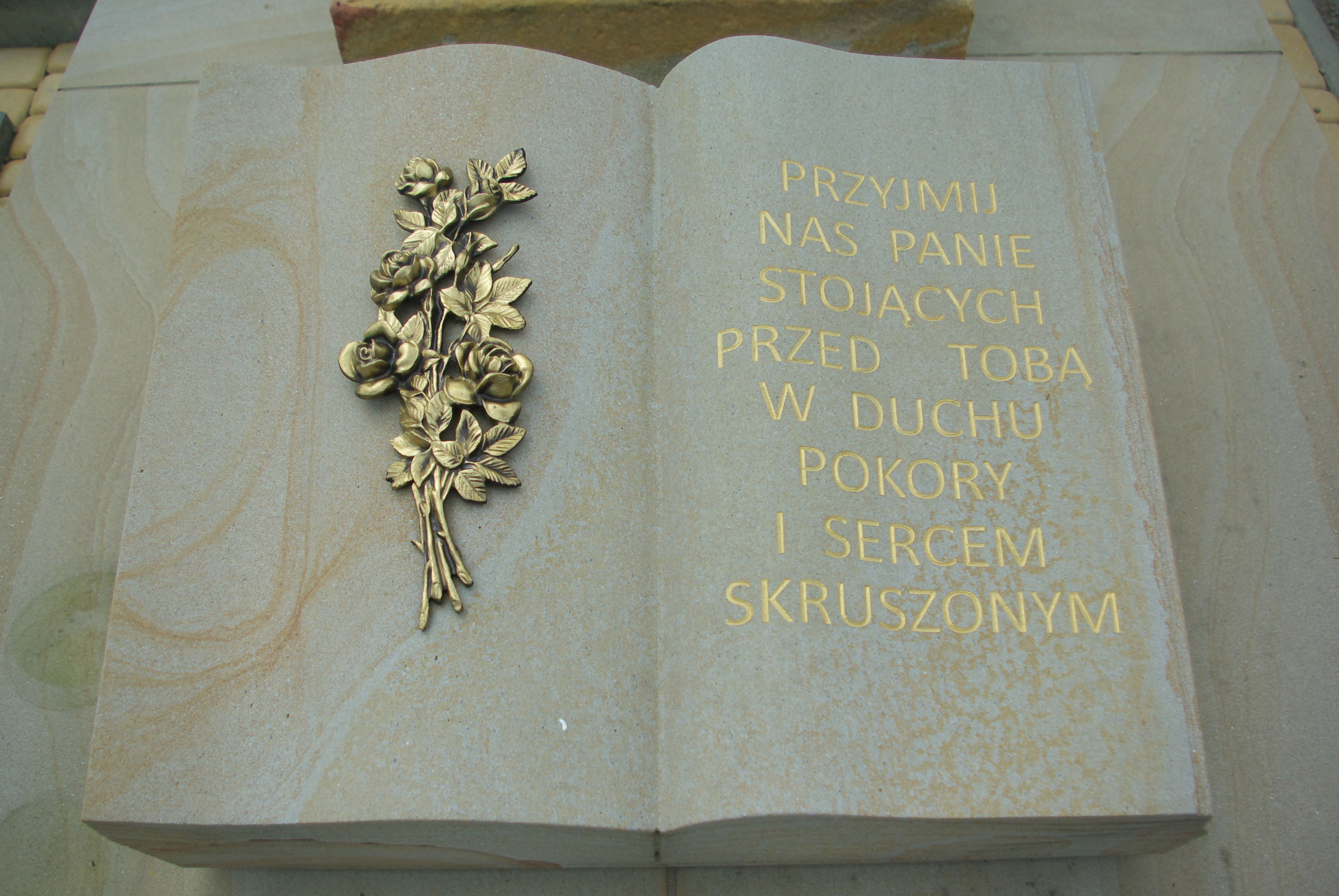
Fragment modlitwy na nagrobku Adolfa Poźniaka

W mszy trydenckiej offertorium rozpoczyna się wezwaniem Dominus vobiscum, wezwaniem Oremus i antyfoną offertorium. Antyfona ta należy do proprium missae i jej treść jest zmienna. Jest odmawiana głośno przez kapłana, dodatkowo może być śpiewana przez chór. Po antyfonie następuje ofiarowanie chleba i wina, które zostaną przeistoczone podczas Kanonu. Dokonuje się to przez modlitwę Suscipe sancte Pater... (Przyjmij, święty Ojcze...). Kapłan prosi też Ducha Świętego, by pobłogosławił tę ofiarę (Veni Sanctificator... – Przyjdź, Poświęcicielu...). Po tych modlitwach następuje Lavabo, czyli obmycie rąk. W mszy uroczystej dokonuje się też okadzenia. Offertorium kończy się modlitwą zwaną sekretą, odmawianą po cichu (stąd jej nazwa).
Od strony muzycznej, offertorium było pierwotnie całym psalmem z antyfoną. W czasach Antyfonarza Gregoriańskiego były to już wybrane wersety psalmu śpiewane z antyfoną na sposób responsorialny. Obecnie większość ksiąg liturgicznych zawiera offertoria składające się z samej antyfony, a werset zachował się tylko w mszy requiem, aczkolwiek jeszcze w XX wieku wydawano księgi zawierające antyfony offertorium z wersetami.
W liturgii posoborowej w czasie offertorium można wykonywać śpiew tzw. na ofiarowanie. W nowej liturgii mszy modlitwy przygotowanie darów oparto na modlitwie żydowskich błogosławieństw, modlitwy te "przypominają swoją formą żydowskie berakoth, modlitwy błogosławieństwa odmawiane przez głowę rodziny na początku uroczystych posiłków, które miały wymiar religijny".

## Porównanie modlitw Ofiarowania i Przygotowania Darów
| Ordo Missae (1570) | Novus Ordo Missae (1969) |
| --- | --- |
| Pan z wami. I z duchem twoim. Módlmy się. | [BRAK] |
| Antyfona na ofiarowanie | [BRAK] |
| Przyjmij, Ojcze święty, wszechmocny, wiekuisty Boże, tę hostię niepokalaną, którą ja niegodny sługa Twój, ofiarowuję Tobie, Bogu mojemu żywemu i prawdziwemu, za niezliczone grzechy, zniewagi i niedbalstwa moje, za wszystkich tu obecnych, a także za wszystkich wiernych Chrześcijan, żywych i umarłych, aby mnie i im posłużyła do zbawienia w życiu wiekuistym. Amen. | Błogosławiony jesteś, Panie Boże wszechświata, * bo dzięki Twojej hojności otrzymaliśmy chleb, * który jest owocem ziemi i pracy rąk ludzkich; * Tobie go przynosimy, * aby stał się dla nas chlebem życia. (Błogosławiony jesteś, Boże, teraz i na wieki.)             |
| Boże, któryś godność natury ludzkiej, przedziwnie stworzył i jeszcze przedziwnej naprawił, spraw przez tę tajemnicę wody i wina, abyśmy mieli uczestnictwo w Bóstwie Tego, który raczył stać się uczestnikiem człowieczeństwa naszego, Jezus Chrystus, Syn Twój, Pan nasz, który z Tobą żyje i króluje w jedności Ducha Świętego Bóg: przez wszystkie wieki wieków. Amen. | Przez to misterium wody i wina * daj nam, Boże, udział w bóstwie Chrystusa, * który przyjął nasze człowieczeństwo. |
| Ofiarujemy Ci, Panie, kielich zbawienia, Twojej żebrząc łaskawości, aby jako wonność wdzięczną wzniósł się przed oblicze Twego Boskiego Majestatu za nasze i całego świata zbawienie. Amen. | Błogosławiony jesteś, Panie Boże wszechświata, * bo dzięki Twojej hojności otrzymaliśmy wino, * które jest owocem winnego krzewu i pracy rąk ludzkich; * Tobie je przynosimy, * aby stało się dla nas napojem duchowym. (Błogosławiony jesteś, Boże, teraz i na wieki.) |
| W duchu pokornych i w sercu skruszonych, przyjm nas, o Panie, i niech ofiara nasza tak się dziś przed obliczem Twoim dokona, aby się podobała Tobie, Panie Boże. | Przyjmij nas, Panie, stojących przed Tobą * w duchu pokory i z sercem skruszonym; * niech nasza ofiara tak się dzisiaj dokona * przed Tobą, Panie Boże, * aby się Tobie podobała.                                                                                       |
| Przyjdź, Dawco świętości, wszechmogący wiekuisty Boże, i pobłogosław (+) tę ofiarę przygotowaną dla chwały świętego Imienia Twojego. | [BRAK] |
| Za przyczyną św. Michała Archanioła, stojącego po prawicy ołtarza kadzideł, i wszystkich wybranych swoich, niechaj to kadzidło Pan raczy pobłogo(+)sławić i przyjąć jako wonność miłą. Przez Chrystusa, Pana naszego. Amen. | [BRAK] |
| To kadzidło, której pobłogosławił, niech się wzniesie ku Tobie, Panie, a na nas niech zstąpi Twoje miłosierdzie. | [BRAK] |
| Niech się wzbija ku Tobie modlitwa ma, Panie, niby kadzidło, a wznoszenie rąk moich jak ofiara wieczorna. Postaw straż, Panie, przy ustach moich i stałą wartę przy bramie mych warg. Nie skłaniaj seca mego ku złej sprawie, ku bezbożnemu popełnianiu przestępstw. | [BRAK] |
| Niech Pan zapali w nas ogień swej miłości i płomień wiecznego ukochania. Amen. | [BRAK] |
| Umywam ręce na znak niewinności: I obchodzę ołtarz Twój Panie. Ażeby śpiewać głośno chwałę Twoją, Aby wysławiać wszystkie cuda Twoje. Umiłowałem, Panie, piękność domu Twego, Stałe mieszkanie Twego Majestatu. Nie trać mnie, Boże, razem z grzesznikami, Ni życia mego z mężami krwawymi. Ich ręce bowiem splamione zbrodniami, Prawica pełna zapłaty przekupstwa. Ja zaś swe życie wiodę w uczciwości, Ratuj mnie przeto, bądź mi litościwy. Nogi moje stoją na gruncie bezpiecznym: Pragnę Cię chwalić w gronie sług Twoich, Panie. Chwała Ojcu. | Obmyj mnie, Panie, z mojej winy * i oczyść mnie z grzechu mojego. |
| Przyjmij, Trójco Święta, tę ofiarę, którą Ci składamy na pamiątkę męki, zmartwychwstania i wniebowstąpienia Jezusa Chrystusa, Pana naszego, oraz na cześć Najświętszej Maryi Zawsze Dziewicy, świętego Jana Chrzciciela, świętych Apostołów Piotra i Pawła, a także tych (których szczątki są w ołtarzu) i wszystkich świętych: niech posłuży im ku chwale, nam zaś pomoże do zbawienia; niechaj ci, których ze czcią wspominamy na ziemi, raczą orędować za nami w niebie: przez tegoż Chrystusa, Pana Naszego. Amen.                               | [BRAK] |
| Módlcie się, Bracia, aby moja i wasza ofiara była przyjęta przez Boga Ojca wszechmogącego. | Módlcie się, * aby moją i waszą Ofiarę * przyjął Bóg, Ojciec wszechmogący. |
| Niech przyjmie Pan ofiarę z rąk twoich na cześć i chwałę Imienia swego, oraz na pożytek nasz i całego świętego Kościoła swego. | Niech Pan przyjmie Ofiarę z rąk twoich * na cześć i chwałę swojego imienia, * a także na pożytek nasz i całego Kościoła świętego. |
| Sekreta (po cichu) | Modlitwa nad darami (głośno) |